# Hervarar saga ok Heiðreks
Hervors og Hedreks saga (norrønt Hervarar saga ok Heiðreks) eller Hervors saga (Hervarar saga) er en legendarisk saga fra slutningen af 1200-tallet som kombinerer emner og fortællinger fra flere ældre sagaer. Det magiske sværd Tyrving/Tyrfing knytter teksterne sammen. Den som bærer Tyrfing, er uovervindelig, og det går i arv. Fortællingen har stærke mytologiske indslag. De islandske forfattere er anonyme, og teksten er bevaret i tre varianter: håndskriftene "R", "H" og "U".
Det er en værdifuld saga udover sine litterære kvaliteter. Den fortæller om krigene mellem goterne og hunnerne i 300-tallet, og sidste del af U-håndskriften er kilde for svensk middelalderhistorie, skønt den antagelig er en sen tilføjelse. Derudover er den en vigtig kilde som inspiration for Tolkien i legenderne om Midgård, hvor læseren genkender skjoldmøerne og ikke mindst de to dværge Dvalin og Dulin. Imidlertid er sagaen værdsat for dens mindeværdige brug af billeder, når hunnerne invaderer:
 Hervor står i solopgangen på toppen af tårnet og ser sydpå mod skoven; Angantyr opstiller sine mænd til kamp og bemærker tørt, at der vil blive brug for flere, når der er snak om mjøddrikning. Store støvskyer ruller over sletten, hvor det blinker i hvide brystharnisk og gyldne hjelme, da den hunniske horde kommer ridende.